# Mimeusemia persimilis
Mimeusemia persimilis là một loài bướm đêm trong họ Noctuidae.